# Contea di Yongtai
La contea di Yongtai (永泰县S, Yǒngtài XiànP) è una contea della Cina, situata nella provincia del Fujian.